# Sture Brandtberg
Sten Sture Brandtberg, född 1 maj 1914 i Malmö, död 18 september 2004 i Stockholm, var en svensk konstnär.
Han var son till Oscar Brandtberg. Han studerade vid Konsthögskolan i Stockholm 1930–1936 samt för Charles Eyck i Utrecht 1936–1937 och 1938–1939. Han debuterade med en separatutställning i Stockholm 1942 som sedan följdes av en rad separat- och samlingsutställningar. Hans konst består av interiörer, landskap och figurer i olja eller akvarell. Brandtberg är representerad vid Nationalmuseum. Han är gravsatt i Gustav Vasa kyrkas kolumbarium i Stockholm.